# 総合原価計算
総合原価計算（そうごうげんかけいさん）とは、大量に生産された製品の原価を一括して把握する原価計算手法の一つである。
標準化された製品を大量生産する場合に適しているといえる。
総合原価計算には、工程が単一であるか複数であるかなどにより単純総合原価計算と、組別総合原価計算、工程別総合原価計算などに区分される。